# Arnold Ebiketie
Arnold Kevin Ebiketie (geboren am 23. Januar 1999 in Yaoundé, Kamerun) ist ein kamerunischer American-Football-Spieler auf der Position des Defensive Ends. Er spielt für die Atlanta Falcons in der National Football League (NFL). Zuvor spielte er College Football für Penn State und Temple in der NCAA Division I Football Bowl Subdivision (FBS) und wurde im NFL Draft 2022 in der zweiten Runde von den Atlanta Falcons ausgewählt.

## Frühe Jahre und College
Ebiketie wurde in Yaoundé, Kamerun geboren und lebte dort bis zu seinem zwölften Lebensjahr, als seine Familie nach Washington, D.C. zog. Er besuchte zunächst die Richard Montgomery High School in Rockville, Maryland, bevor er an die Albert Einstein High School in Kensington, Maryland wechselte. Erst als Junior spielte er American Football und konnte in seiner ersten Saison 9,5 Sacks erzielen. Als Senior konnte er sich mit 21,5 erzielten Sacks steigern und wurde als Drei-Sterne-Rekrut bewertet. Ursprünglich entschied er sich College Football für die Towson Tigers der Towson University, einem Programm aus der FCS, zu spielen. Dann erhielt er ein Angebot von den Temple Owls der Temple University und entschied sich dann für die Owls.
In seinem ersten Jahr nahm Ebiketie ein Redshirt, um ein Jahr länger die Spielberechtigung am College zu erhalten. 2018 war er nur in einem Spiel aktiv. Erst in der folgenden Saison spielte er häufiger, meistens wurde er als Rotationsspieler eingesetzt. 2020 wurde er erstmals zum Starter ernannt und konnte 42 Tackles sowie vier Sacks erzielen. Für diese Leistungen wurde er in das Second-Team All-AAC gewählt. Nach der Saison beschloss er, über das Transfer Portal das Team zu wechseln.
Er wechselte zu den Penn State Nittany Lions der Pennsylvania State University und wurde dort direkt zu einem wichtigen Spieler in der Defensive Line. In zwölf Spielen konnte er 62 Tackles sowie 9,5 Sacks erzielen, wofür er in das First-Team All-Big Ten gewählt wurde. Vor dem abschließenden Bowl Game der Saison, der Outback Bowl gegen Arkansas, gab er seine Anmeldung für den NFL Draft bekannt und verzichtete auf das letzte Spiel der Saison. Nach der Saison nahm er am Senior Bowl und NFL Combine teil, wo er mit guten Leistungen überzeugen konnte.

## NFL
Ebiketie wurde im NFL Draft 2022 in der zweiten Runde an 38. Stelle von den Atlanta Falcons ausgewählt. Am 13. Juli 2022 unterschrieb er einen Vierjahresvertrag.
Ebiketie verzeichnete direkt am ersten Spieltag, im Spiel gegen die New Orleans Saints, seinen ersten Sack in der NFL. Er beendete die Saison mit 30 Tackles, 2,5 Sacks und zwei erzwungenen Fumbles.